# Kashe Quest
 (janvier 2023).
Kashe Quest, née le 22 juin 2018, est une enfant prodige américaine, et la plus jeune membre de la Mensa américaine, l'ayant rejoint à 2 ans.
Kashe Quest est née dans le comté de Los Angeles, en Californie, d'une mère indo-américaine, Sukhjit Athwal (également connue sous le nom de Sue ou Jit), une experte en développement de l'enfant du nord de la Californie,, et de Devon, un père afro-américain, clerc de justice. Le pédiatre de Quest a remarqué qu'elle pouvait déjà parler avec une syntaxe avancée et dialoguer en phrases complètes à 18 mois ; ils ont donc recommandé qu'elle soit testée par un psychologue avec le test Mensa, dans lequel elle a obtenu 146, la certifiant comme un prodige. Elle peut identifier correctement chaque État américain, chaque continent, les branches du gouvernement, identifier chaque élément du tableau périodique, en plus d'apprendre l'espagnol et la langue des signes américaine.
Kashe Quest a été présentée sur ABC World News Tonight, The Today Show, et interviewé sur Jimmy Kimmel Live.